# NGC 5134
NGC 5134 (również PGC 46938) – galaktyka spiralna z poprzeczką (SBb), znajdująca się w gwiazdozbiorze Panny. Odkrył ją William Herschel 10 marca 1785 roku.